# Victor Ruffy
Victor Ruffy (18 de janeiro de 1823 – 29 de dezembro de 1869) foi um político suíço. Foi membro do Conselho Federal suíço de 1867 a 1869.
Ruffy foi eleito Cônsul Federal da Suíça em 6 de dezembro de 1867 e ocupou o cargo até sua morte, em 29 de dezembro de 1869.